# Augustiner-Chorherren
Die Augustiner-Chorherren (auch Augustiner Chorherren; Ordenskürzel CRSA von lateinisch Canonici regulares Sancti Augustini bzw. CanReg von lateinisch Canonici Regulares) sind ein Zusammenschluss mehrerer katholischer Kanonikerorden, die nach der Regel des heiligen Augustinus leben. Sie sind in der Mehrzahl Priester, die das feierliche Stundengebet pflegen und zugleich in der Seelsorge tätig sind. Die Augustiner-Chorherren gehören zu den Regularkanonikern.

## Geschichte
Im 11. Jahrhundert wurden Reformen bei den Kanonikern durchgeführt, die zu regulierten Chorherrenstiften führten. Auf 1059 und 1063 in Rom stattfindenden Synoden wurden so die unterschiedlichen geistlichen Gemeinschaften der Kleriker ermahnt, eine einheitliche Regel einzuführen. Bis Mitte des 12. Jahrhunderts wurde bei fast allen dieser Gemeinschaften die Regel des heiligen Augustinus von Hippo eingeführt, die offiziell durch das Laterankonzil 1215 bestätigt wurde. Augustinerchorherren legen danach ein Gelübde auf ihr Stift ab und wählen unter den beiden überlieferten Augustinusregeln entweder die Version Praeceptum / ordo antiquus oder die strengere Version Ordo monasterii / ordo novus aus. Während der Reformation im 16. Jahrhundert und der Säkularisation zu Beginn des 19. Jahrhunderts wurden im deutschsprachigen Raum die Augustiner-Chorherrenstifte überwiegend aufgelöst. Während es in Deutschland erst seit 1973 wieder Chorherren in verschiedenen neuen Niederlassungen gibt, bestanden in Österreich und in der Schweiz einige Stifte durchgehend.
Das Stift Klosterneuburg vor den Toren Wiens ist ein über die Jahrhunderte kulturell wie religiös prägender Faktor geblieben; die Abtei Saint-Maurice im Kanton Wallis in der Schweiz ist das älteste noch bestehende Kloster des Abendlandes.

## Konföderation

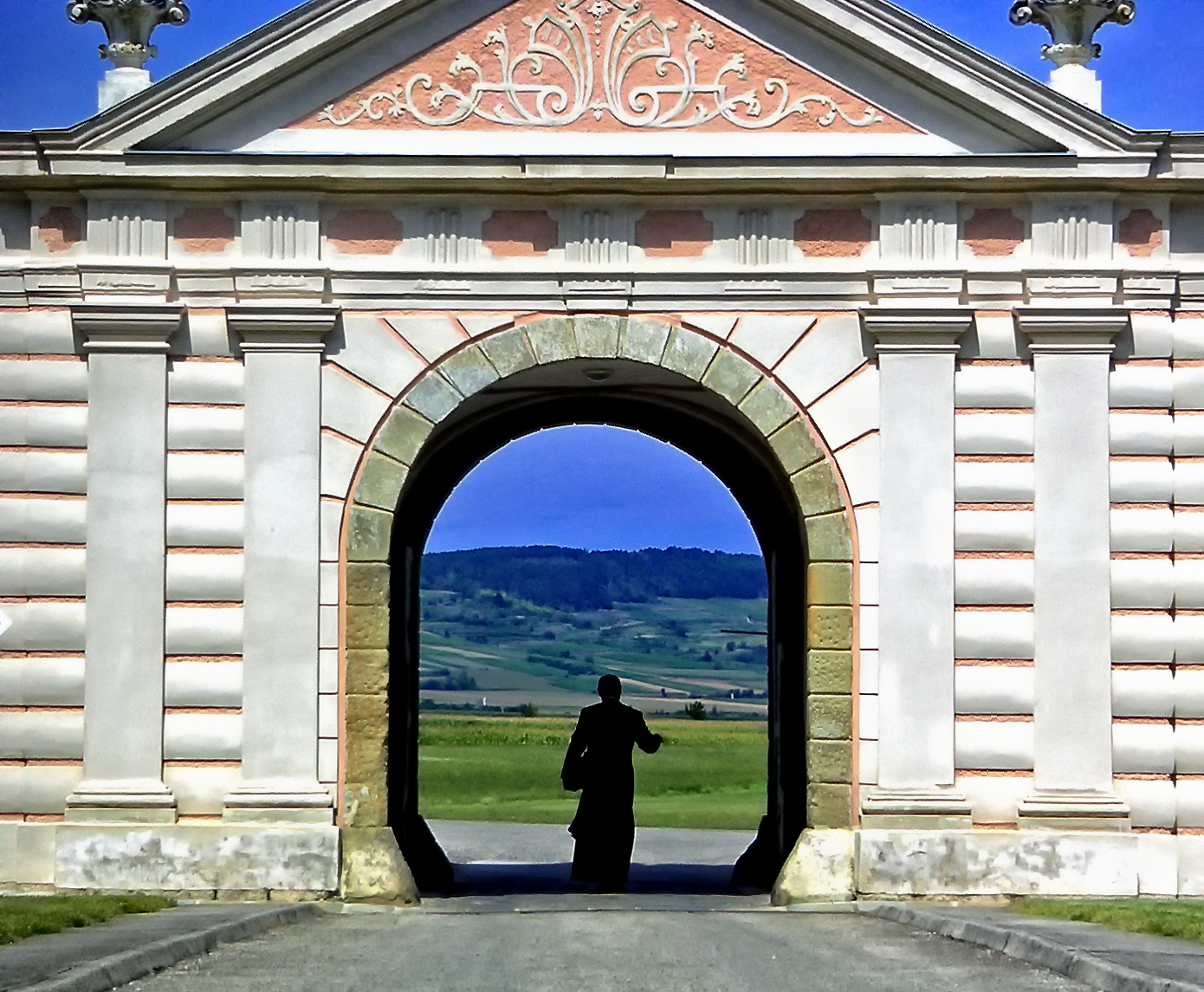
Chorherr, Stift Herzogenburg

Am 4. Mai 1959 gründete Papst Johannes XXIII. mit dem Apostolischen Schreiben „Caritatis Unitas“ zur Erinnerung an den 900. Jahrestag der Ostersynode vom 13. April 1059 die „Konföderation der Augustiner-Chorherren“. Den Bund der Chorherren fasste er – nach seinen Worten – deshalb zusammen, damit sich diese gegenseitig unterstützen und gemeinsam wohltätig sein können.
Die Konföderation hat ihren Hauptsitz in Rom, ihr gehören folgende Kongregationen an:
- Abtei Saint-Maurice
- Windesheimer Chorherren
- Brüder vom gemeinsamen Leben
- Augustiner-Chorherren vom Lateran
- Kongregation der Augustiner-Chorherren vom Grossen St. Bernhard
- Augustiner-Chorherren vom Heiligen Victor
- Augustiner-Chorherren von der Unbefleckten Empfängnis
- Kongregation der österreichischen Augustiner-Chorherren
- Augustiner-Chorherren von Maria, der Mutter des Erlösers

Der Abtprimas der Konföderation wird auf Vorschlag der Konföderationsmitglieder für den Zeitraum von sechs Jahren gewählt. Er koordiniert die Beziehungen der einzelnen Kongregationen und Abteien untereinander und regelt die liturgischen Feste. Er macht Vorschläge für Stipendien und kann neue Chormitglieder bestimmen.
Liste der Abtprimates der Augustiner-Chorherren:
- 1959–1968 Louis-Séverin Haller, Abt von Saint-Maurice im Kanton Wallis
- 1968–1974 Gebhard Koberger, Propst des Stiftes Klosterneuburg.
- 1974–1980 Anton Bull
- 1980–1986 Angelin Maurice Lovey, Propst der Augustiner-Chorherren des Grossen St. Bernhard.
- 1986–1992 Karl Egger, Windesheimer Kongregation der Lateranensischen Chorherren
- 1992–1998 Henri Salina, Abt von St. Maurice
- 1998–2004 Anthony Maggs, Lateranensische Kongregation vom Heiligsten Erlöser
- 2004–2010 Maurice Bitz, Prior der Gemeinschaft von Augustiner-Chorherren von Champagne-sur-Rhône.[2][3]
- 2010–2016 Bernhard Backovsky, Nachfolger von Gebhard Koberger als Propst von Klosterneuburg und Generalabt der Kongregation der österreichischen Augustiner-Chorherren.
- 2016–2022 Jean-Michel Girard, Propst des Klosters vom Großen Sankt Bernhard.[4][5]
- 2022–0000 Jean Scarcella, em. Abt von Saint-Maurice[6][7]